# Румунська інтервенція в Угорщину

Карта румунсько-угорської війни

Румунська інтервенція в Угорщину, відома також як Румунсько-угорська війна — румунське збройне втручання в Угорщину в 1919.
16 квітня 1919 Радянський уряд Угорської Радянської республіки починає війну проти Румунії, щоб повернути Трансільванію. У квітні румунська армія почала потужний наступ по всій демаркаційній лінії. 4 серпня румунська армія взяла Будапешт і повалила уряд Бели Куна.
14 листопада румунська армія залишає Будапешт, який залишився під управлінням національної армії.
25 лютого 1920 румунська армія покидає територію Угорщини на прохання Антанти.
4 червня підписаний Тріанонський договір між Угорщиною й Антантою.

## Початок війни
20 березня 1919 р. Антанта висунула ультиматум урядові Угорщини, в якому зажадала відведення угорських військ з нових територій, а саме на лінію Сату-Маре — Орадя — Арад. Міністри уряду на чолі з Д.Берінкеї подали у відставку, не наважившись прийняти ці умови. Тому 21 березня новий уряд сформували соціал-демократи спільно з комуністами. Уряд очолив Шандор Гарбаї, а міністром військових та закордонних справ став комуніст Бела Кун, в руках якого і зосередилась більшість владних
повноважень. Утворилась Угорська Радянська Республіка.
Бачачи, що Угорщина не збирається виконувати вимоги Антанти, війська Румунського королівства 16 квітня 1919 перейшли в наступ на фронті верхньої течії р.Тиса до р. Марош. В угорських військах не було єдності — одні з них були вороже настроєні щодо комуністичних керівників країни, як наприклад Секейський особливий загін, інші, як наприклад 1-й Російський батальйон, складений з колишніх військовополонених російської царської армії, підтримував їх. В цілому угорські війська чинили слабкий опір і на початок травня румунські війська вийшли до Тиси. 26 квітня командування Секейського особливого загону склало зброю перед румунами.
Керівництво УРР надіялось на військову допомогу з боку ідеологічно близької Радянської Росії та встановило з нею союзницькі відносини. Однак у російських більшовиків на той час у самих було багато ворогів, з якими йшли воєнні дії. Щоб дістатися території Угорщини, РСЧА потрібно було захопити всю територію України, або прорватись через Румунію. Однак армія УНР продовжувала чинити опір, а румунські війська міцно тримали позиції на р.Дністер.

## Закінчення війни
Протягом двох місяців на угорсько-румунському фронті на р. Тиса панувало відносне затишшя. Угорські війська в цей час зосередили свої дії на півночі — проти Чехословаччини. 13 червня Жорж Клемансо від імені Ради Антанти зажадав від уряду Угорщини припинити військові акції проти Чехії та Румунії з погрозою вжити відповідних заходів в разі продовження наступу угорської армії. 29 червня уряд УРР погодився відвести свої війська зі Словаччини. Начальник генштабу угорської армії Аурел Штромфельд не погодився з цим рішенням і пішов у відставку. Новим головою генштабу став Ференц Жюльє. Він спланував погано підготовану наступальну операцію проти румунських військ.
В Угорщини на румунському фронті було 6 дивізій і 3 окремі бригади, до складу яких входили 78 піхотних батальйонів, 10 кавалерійських ескадронів і понад 80 артилерійських батарей. В Румунії на угорському фронті було 9 дивізій, до складу яких входило 92 піхотних батальйони, 58 кав. ескадронів і більше 80 артбатарей. 20 липня почалась наступальна операція угорської Червоної армії проти румунських військ. Головні сили угорців форсували Тису в районі Сольнока, прорвали оборонний рубіж противника і почали наступ в напрямі на Орадя. Однак на третій день з'ясувалось, що частини угорців, що наступали, втягнулись у великий мішок, оголивши фланги. По них і завдав 24 липня удару противник. Розгрому зазнала 80-а угорська бригада, в складі котрої бився 1-й російський інтернаціональний батальйон. Від цієї бригади залишилось трохи більше 700 осіб. Щоб вийти з оточення, угорці почали швидко відходити. 25 липня основні частини відійшли за Тису. Після цього румунські війська перейшли в наступ і зайняли 4 серпня Будапешт. Бела Кун та інші комуністи ще 1 серпня вийшли з уряду та втекли до Австрії.

## Наслідки війни
Угорщина була окупована румунськими військами. Хоча в Будапешті продовжував працювати угорський уряд, керівники якого часто змінювались, однак діяла також румунська цивільна адміністрація на чолі з міністром Діаманді. За час окупації румунські війська пограбували і вивезли до Румунії багато різного майна. В березні 1920 румунські війська були виведені з Угорщини, яка змушена була підписати Тріанонський мирний договір.